# Ђиљио Кампезе (Гросето)
Ђиљио Кампезе (итал. Giglio Campese) је насеље у Италији у округу Гросето, региону Тоскана.
Према процени из 2011. у насељу је живело 154 становника. Насеље се налази на надморској висини од 1 м.